# 十文字青
十文字青（日语：／ Jyumonji Ao），是一名日本小說家及輕小說作家。北海道北斗市出身。北海道大學文學部畢業。

## 人物
筆名原為「十神霙」但由於「霙」不好讀而變更為「十文字青」。首部完成的小說是成為了《薔薇的瑪利亞》原型的故事。2003年，以《純潔的Blue Spring》獲得了『第7屆角川學園小說大獎』特別獎。2004年，《薔薇的瑪利亞》原型在經過改定後以《薔薇的瑪利亞 I.墜入永眠的追夢女王》出道。
在出道前曾為街頭歌手，並販售過自製唱片。此外，亦在《薔薇的瑪利亞》廣播劇CD中以神秘的吟遊詩人「Rozen」名義參與了插入曲「Don't make me alone」的作詞、作曲、主唱。
是在輕小說作家中的速筆家，於2015年12月時點確定在一年間出版發行了14本書籍。

## 作品列表

### 小說

#### 系列作品
- 薔薇的瑪利亞（薔薇のマリア）（角川Sneaker文庫，插畫：BUNBUN，2004年11月30日 - 2014年5月1日，全27卷（本篇21卷+外傳6卷））[4]
  - （角川書店，插畫：BUNBUN，2016年9月30日 - ，既刊1卷）[5]
- ANGEL+DIVE（一迅社文庫，插畫：青稀シン，2008年5月20日 - ，既刊6卷）[6]
- 我心之劍（いつも心に剣を）（MF文庫J，插畫：kaya8，2009年2月25日 - 2010年4月23日，全5卷）[7]
- （角川Sneaker文庫，插畫：みことあけみ，2009年9月30日 - 2010年1月30日，全2卷）[8]
- - （一迅社文庫，插畫：ま@や，2009年7月18日）[9]
  - （一迅社文庫，插畫：ま@や，2009年9月19日）[10]
  - （一迅社文庫，插畫：ま@や，2010年2月20日）[11]
  - （一迅社文庫，插畫：ま@や，2010年7月20日）[12]
- 黑之夜魔（日语：黑之夜魔）（MF文庫J，插畫：硯，2010年10月25日 - 2012年2月24日，全5卷）[13]
- （角川Sneaker文庫，插畫：すぶり，2012年7月31日 - ，既刊3卷）[14]
- （MF文庫J，插畫：Shirabii，2012年8月24日 - 2013年4月25日，全3卷）[15]
- （講談社輕小說文庫，插畫：THORES柴本，2013年5月31日 - ，既刊2卷）[16]
- 灰與幻想的格林姆迦爾（灰と幻想のグリムガル）（OVERLAP文庫，插畫：白井鋭利，2013年6月25日 - ，既刊19卷（本篇17卷+短篇集2卷））[17]
- 大英雄沒有職業有哪裡不對（日语：大英雄が無職で何が悪い）（OVERLAP文庫，插畫：エレクトさわる，2014年5月25日 - ，既刊3卷，在『成為小說家吧』連載中[18]）[19]
- （角川Sneaker文庫，插畫：so-bin，2015年1月1日 - ，既刊2卷）[20]
- 公主的獻祭（日语：サクラ×サク）（DASH X文庫，插畫：吟，2015年1月23日 - ，既刊4卷）[21]
- Elysion 雙樂園的迴旋曲（日语：Elysion 〜楽園幻想物語組曲〜#関連書籍）（原作：Sound Horizon，角川書店，插畫：左，2015年2月14日 - 2015年6月27日，全2卷）[22]
- （原作：Sound Horizon，角川書店，插畫：左，2016年2月3日 - 2016年7月2日，全2卷）[23]
- （Novel 0，插畫：晩杯あきら，2016年3月15日 - ，既刊2卷）[24]
- 魔法使與我（魔法使いと僕）（OVERLAP文庫，插畫：細居美恵子，2016年8月25日 - ，既刊1卷）[25]
- （角川Sneaker文庫，插畫：だーくろ（gumi/gg2），2018年7月1日 - ，既刊2卷）[26]

#### 單卷作品
- 純潔的Blue Spring（純潔ブルースプリング）（角川書店，封面插畫：石居麻耶，2009年8月25日）[27]
- （幻狼FANTASIA NOVELS，插畫：加藤たいら，2010年7月30日）[28]
- （幻狼FANTASIA NOVELS，插畫：moz，2010年10月29日）[29]
- （幻狼FANTASIA NOVELS，插畫：mebae，2011年1月31日）[30]
- （一迅社文庫，插畫：ま＠や，2011年8月20日）[31]
- （星海社FICTIONS，插畫：ネコメガネ，2013年3月15日）[32]
- （星海社FICTIONS，插畫：ヒコ，2013年12月17日）[33]
- （T-LINE NOVELS，插畫：聡間まこと，2015年2月6日）[34]

#### 連載
- （Novelism，插畫：玲汰，2020年9月1日 - ）[35]
- （peep，插畫：羊歯，2020年10月26日 - ）[36]

#### 刊登於雜誌・選集
- （《KADOKAWA CHARACTER'S NOVEL ACT（日语：カドカワキャラクターズ ノベルアクト） 1》，角川書店，2010年9月22日）[37]
- （《The Sneaker》2月號・4月號，角川書店，插畫：ky，2010年12月27日・2011年2月28日）[38]
- （《S-F Magazine（日语：S-Fマガジン） 2012年2月號》，早川書房，2011年12月24日）[39]
- （《星海社カレンダー小説2012（上）》，星海社，2012年7月14日）[40]

#### 同人文學
- （ラノベ作家休憩所，插畫：飯沼俊規，2011年8月14日）[41]
- （ラノベ作家休憩所，2012年8月12日）[42]
- （ラノベ作家休憩所，2013年8月11日）[43]
- （ラノベ作家休憩所，2014年8月15日）[44]
- （ラノベ作家休憩所，2015年8月14日）[45]
- （ラノベ作家休憩所，2016年8月14日）[46]
- （ラノベ作家休憩所，2019年8月11日）[47]

### 漫畫原作
- 薔薇的瑪利亞（《Beans A（日语：ビーンズエース）》2007年Vol.6 - 2009年Vol.18，角色原案：BUNBUN，作畫：是美三々，全3卷）[48]

### 動畫
- Fairy gone（系列構成・腳本，2019年）[49]

## 腳註

### 出典
1. ↑  十文字青.  第1集. 台灣角川. 2007-03-24: 第338–342頁. ISBN 978-986-174-233-5.
2. ↑  . Sneaker文庫. KADOKAWA.   [2020-10-09]. （原始内容存档于2016-06-10）.
3. ↑  . brainx. 2019-04-12  [2020-10-09]. （原始内容存档于2018-09-18）.
4. ↑  . Sneaker文庫. KADOKAWA.   [2020-10-10]. （原始内容存档于2020-11-14）.
5. ↑  . KADOKAWA.   [2020-10-10]. （原始内容存档于2020-10-22）.
6. ↑  . 一迅社.   [2020-10-10]. （原始内容存档于2020-10-13）.
7. ↑  . BOOK☆WALKER.   [2020-10-10]. （原始内容存档于2020-10-11）.
8. ↑  . Sneaker文庫. KADOKAWA.   [2020-10-10].
9. ↑  . 一迅社.   [2020-10-10]. （原始内容存档于2020-10-11）.
10. ↑  . 一迅社.   [2020-10-10]. （原始内容存档于2020-10-13）.
11. ↑  . 一迅社.   [2020-10-10]. （原始内容存档于2018-04-27）.
12. ↑  . 一迅社.   [2020-10-10]. （原始内容存档于2020-08-06）.
13. ↑  . KADOKAWA.   [2020-10-10].
14. ↑  . Sneaker文庫. KADOKAWA.   [2020-10-10]. （原始内容存档于2020-10-16）.
15. ↑  . BOOK☆WALKER.   [2020-10-10]. （原始内容存档于2018-09-26）.
16. ↑  . BOOK☆WALKER.   [2020-10-10]. （原始内容存档于2021-12-05）.
17. ↑  . OVERLAP.   [2021-01-25]. （原始内容存档于2017-09-25）.
18. ↑  . 成為小說家吧.   [2020-10-10].
19. ↑  . OVERLAP.   [2020-10-10]. （原始内容存档于2017-09-14）.
20. ↑  . Sneaker文庫. KADOKAWA.   [2020-10-10]. （原始内容存档于2020-10-13）.
21. ↑  . DASH X文庫. 集英社.   [2020-10-10]. （原始内容存档于2020-10-17）.
22. ↑  . BOOK☆WALKER.   [2020-10-10]. （原始内容存档于2016-06-02）.
23. ↑  . BOOK☆WALKER.   [2020-10-10]. （原始内容存档于2020-10-13）.
24. ↑  . KADOKAWA.   [2020-10-10]. （原始内容存档于2020-10-10）.
25. ↑  . OVERLAP.   [2020-10-10]. （原始内容存档于2020-10-12）.
26. ↑  . Sneaker文庫. KADOKAWA.   [2020-10-10]. （原始内容存档于2020-10-12）.
27. ↑  . KADOKAWA.   [2020-10-10]. （原始内容存档于2020-10-22）.
28. ↑  . 幻冬舍.   [2020-10-10]. （原始内容存档于2017-11-19）.
29. ↑  . 幻冬舍.   [2020-10-10]. （原始内容存档于2017-11-17）.
30. ↑  . 幻冬舍.   [2020-10-10]. （原始内容存档于2020-10-01）.
31. ↑  . 一迅社.   [2020-10-10]. （原始内容存档于2017-11-15）.
32. ↑  . 講談社BOOK倶樂部. 講談社.   [2020-10-10].
33. ↑  . 講談社BOOK倶樂部. 講談社.   [2020-10-10]. （原始内容存档于2020-10-11）.
34. ↑  . Renta!. PAPYLESS.   [2020-10-10].
35. ↑  . Novelism.   [2020-10-10]. （原始内容存档于2020-11-24）.
36. ↑  @jyumonji_ao.  (推文). 2020-10-13  [2021-01-20] –Twitter.
37. ↑  . KADOKAWA.   [2020-10-10]. （原始内容存档于2017-07-21）.
38. ↑  . SOS Dan web site.   [2020-10-10]. （原始内容存档于2019-08-02）.
39. ↑  . 樂天書城. 樂天.   [2020-10-10].
40. ↑  . 講談社BOOK倶樂部. 講談社.   [2020-10-10].
41. ↑  . ラノベ作家休憩所.   [2020-10-09]. （原始内容存档于2016-01-28）.
42. ↑  . ラノベ作家休憩所.   [2020-10-09]. （原始内容存档于2019-09-04）.
43. ↑  . ラノベ作家休憩所.   [2020-10-09]. （原始内容存档于2019-09-04）.
44. ↑  . ラノベ作家休憩所.   [2020-10-09]. （原始内容存档于2019-09-04）.
45. ↑  . ラノベ作家休憩所.   [2020-10-09]. （原始内容存档于2019-09-04）.
46. ↑  . ラノベ作家休憩所.   [2020-10-09]. （原始内容存档于2019-09-04）.
47. ↑  . ラノベ作家休憩所.   [2020-10-09]. （原始内容存档于2020-10-31）.
48. ↑  . KADOKAWA.   [2020-10-10]. （原始内容存档于2020-10-08）.
49. ↑  . P.A.WORKS.   [2020-10-10]. （原始内容存档于2019-03-30）.

## 外部連結
- brainx
- 十文字青的X（前Twitter）
- 十文字青 - 成為小說家吧
- 十文字青 - KAKUYOMU
- 十文字青 - Novelism
- トロール猫は語らない - peep